# 杜姆巴赫河
48°56′4.09″N 12°44′19.03″E / 48.9344694°N 12.7386194°E
杜姆巴赫河（德語：Dummbach），是德國的河流，位於該國東南部，由巴伐利亞負責管轄，屬於博根巴赫河的左支流，河道全長2.9公里，流域面積3.1平方公里。